# Ашмаріно
Ашма́ріно (рос. Ашмарино) — село у складі Новокузнецького району Кемеровської області, Росія. Входить до складу Центрального сільського поселення.

## Населення
Населення — 422 особи (2010; 528 у 2002).
Національний склад (станом на 2002 рік):
- росіяни — 94 %